# Dead Account
Dead Account (デッドアカウント?, Deddo Akaunto) è un manga scritto e disegnato da Shizumu Watanabe. Inizialmente ha iniziato la serializzazione sulla rivista shōnen Weekly Shōnen Magazine di Kōdansha il 18 gennaio 2023. In seguito è stato trasferito sul sito web Magazine Pocket nell'ottobre dello stesso anno. Uun adattamento anime prodotto da SynergySP verrà trasmesso da gennaio 2026.

## Trama
Soji Enishiro, quindicenne noto online con lo pseudonimo di Aoringo, è un controverso streamer famoso per i suoi video provocatori e violenti, con cui riesce a guadagnare ingenti somme di denaro. Il suo obiettivo principale è raccogliere fondi per le cure mediche della sorella minore, Akari, gravemente malata. Tuttavia, la vita di Soji cambia radicalmente quando viene aggredito da Kukuru Kasubata, che cerca di impossessarsi del suo telefono. Kukuru gli rivela che la sorella è in realtà morta da un mese che Soji ha parlato solo con il suo spirito attraverso il cellulare. In seguito, Soji riesce a scacciare il fantasma, manifestando per la prima volta poteri speciali. Viene così reclutato da Kukuru per entrare nell'accademia Miden, un istituto che forma esorcisti specializzati nel gestire presenze spirituali legate ai social media, in particolare account di defunti che prendono vita propria a causa degli spiriti. L'istituto intende sfruttare e controllare le capacità di Soji, che mostrano segni di un potere demoniaco chiamato Oni. Dopo un iniziale dubbio, Soji scopre che la morte della sorella è stata causata da uno spirito maligno e decide di unirsi all'accademia per affinare le sue abilità e vendicarla un giorno.

## Personaggi
Soji Enishiro (縁城蒼吏?, Enishiro Sōji)
Doppiato da: Nobuhiko Okamoto
Kukuru Kasubata (霞流括?, Kasubata Kukuru)
Doppiato da: Koki Uchiyama
Kiyomi Urusugawa (漆栖川希詠?, Urusugawa Kiyomi)
Doppiata da: Fairouz Ai
Renri Hasumi (羽住蓮理?, Hasumi Renri)
Doppiato da: Natsuki Hanae
Hiyori Haijima (灰島ひより?, Haijima Hiyori)
Doppiata da: Machico
Naruhiko Emoto (柄本成彦?, Emoto Maruhiko)
Doppiato da: Ryōta Suzuki
Yoimaru Azaki (痣木宵丸?, Azaki Yoimaru)
Doppiato da: Takuya Satō

## Media

### Manga
Il manga, scritto e disegnato da Shizumu Watanabe, è stato inizialmente serializzato sulla rivista shōnen Weekly Shōnen Magazine di Kōdansha dal 18 gennaio al 6 settembre 2023. È stato poi trasferito sul sito web Magazine Pocket il 7 ottobre 2023. I capitoli vengono raccolti in volumi tankōbon a partire dal 17 aprile 2023. Al 17 giugno 2025 sono stati pubblicati 11 volumi.
In italia la serie viene pubblicata da Panini Comics sotto l'etichetta Planet Manga a partire dal 16 gennaio 2025.
I capitoli della serie sono pubblicati in inglese sull'applicazione K Manga di Kōdansha. La serie viene distribuita anche in Francia da Kurokawa.

#### Volumi
| 1  | 17 aprile 2023 | ISBN 978-4-06-531266-7 | 16 gennaio 2025 | ISBN 979-12-21907-85-8 |
| 1  | Capitoli - 1. Quello è un flamer (その男、炎上系?, Sono otoko, enjō-kei) - 2. La Miden Academy (弥電学園?, Wataru-den gakuen) - 3. Il test del potere digitale (電能出力テスト?, Den nō shutsuryoku Tesuto) - 4. Come spazzare via gli account fantasma (化け垢掃討作戦?, Bake aka sōtō sakusen) |                        |                 |                        |
| 2  | 15 giugno 2023 | ISBN 978-4-06-531886-7 | 20 marzo 2025   | ISBN 979-12-21913-40-8 |
| 2  | Capitoli - 5. Fantasmi fotogenici (映えの怨霊?, Hae no onryō) - 6. Il peggio del peggio (最悪の三人?, Saiaku no san'nin) - 7. Incontro casuale (邂逅?, Kaigō) - 8. Un medium vecchio stampo (時代遅れの霊媒師?, Jidaiokure no reibai-shi) - 9. La "ragazza" dell'infermeria (保健室のギャル?, Hoken-shitsu no gyaru) - 10. Addestramento picchiaduro (格闘訓練?, Kakutō kunren) - 11. Incontri di montagna (裏山の出会い?, Urayama no deai) - 12. Classe spazzatura numero due (ゴミ組、乙?, Gomi-gumi, otsu) - 13. La battaglia uno-due (甲乙対抗戦?, Kōotsu taikō-sen) |                        |                 |                        |
| 3  | 17 agosto 2023 | ISBN 978-4-06-532617-6 | 15 maggio 2025  | ISBN 979-12-21918-41-0 |
| 3  | Capitoli - 14. Grido di battaglia (鬨の声?, Toki no koe) - 15. Quando si aprono le finestre (窓を開けたら?, Mado o aketara) - 16. Wagari e Kazubata (輪狩と霞流?, Wagari to Kazubata) - 17. La foto più importante (大切な一枚?, Taisetsu na ichimai) - 18. Nemmeno le terme di Kusatsu curano le pene d'amore (草津の湯でも惚れた病は治りゃせぬ?, Kusatsu no yu demo horeta yamai wa naorya senu) - 19. La battaglia sul greto del fiume (西の河原の戦い?, Sainokawara no tatakai) - 20. A lui non piacciono i flamer (その男、炎上系嫌い?, Sono otoko, enjō-kei-girai) - 21. Un cambiamento (ある変化?, Aru henka) - 22. Il tizio congelato (その男、凍結系?, Sono otoko, tōketsu-kei) |                        |                 |                        |
| 4  | 17 ottobre 2023 | ISBN 978-4-06-533159-0 | 24 luglio 2025  | ISBN 979-12-21922-92-9 |
| 4  | Capitoli - 23. Arte congelata (凍てつく芸術?, Itetsuku geijutsu) - 24. Il rumore forte e il rumore forte (大きい音と大きい音?, Ōkī oto to ōkī oto) - 25. Nuova battaglia uno-due (甲乙対抗戦 改め…?, Kōotsu taikō-sen aratame…) - 26. Ciò che si lascia (手放したもの?, Tebanashita mono) - 27. Quando la neve si scioglie (雪解けの温泉街?, Yukidoke no onsen machi) - 28. Socializzazione tra i vapori termali (湯けむり交流会?, Yukemuri kōryū-kai) - 29. Gli abitanti del secondo piano (二階の住人?, Ni-kai no jūnin) - 30. Andiamo al luna park! (遊園地へ行こう!?, Yuenchi e ikou!) - 31. Parata occulta (オカルトリカルパレード?, Okaruto Rikaru Parēdo)                         |                        |                 |                        |
| 5  | 17 gennaio 2024 | ISBN 978-4-06-534181-0 | settembre 2025  | ISBN 979-12-21927-20-7 |
| 5  | Capitoli - 32. (Professional Zombies?) - 33. (今際の師匠?, Imawa no shishō) - 34. (殺人鬼 『アキヨシ』の執着?, Satsujinki "Akiyoshi" no shūchaku) - 35. (死の淵?, Shi no fuchi) - 36. (平穏を乱す者?, Heion o midasu mono) - 37. (血涙侵蝕?, Ketsurui shinshoku) - 38. (人形の壁?, Ningyō no kabe) - 39. (白い箱?, Shiroi hako) - 40. (突撃?, Totsugeki) |                        |                 |                        |
| 6  | 17 aprile 2024 | ISBN 978-4-06-535190-1 | —               | —                      |
| 6  | Capitoli - 41. (その理由?, Sono riyū) - 42. (狗谷の意図?, Inutani no ito) - 43. (湯けむり交流会 2?, Yukemuri kōryū-kai 2) - 44. (湯畑の約束?, Yubatake no yakusoku) - 45. (教室にて?, Kyōshitsu nite) - 46. (招かれざる御一行?, Maneka rezaru o ikkō) - 47. (にゃんこ大殺戮?, Nyanko daisatsuriku) - 48. (汚い人間ども?, Kitanai ningen-domo) - 49. (超絶難度盤面?, Chōzetsu nando banmen) - 50. (縛る女?, Shibaru on'na) |                        |                 |                        |
| 7  | 17 luglio 2024 | ISBN 978-4-06-536122-1 | —               | —                      |
| 7  | Capitoli - 51. (壁檻?, Kabe ori) - 52. (ごめんよ?, Gomen yo) - 53. (闇のオフ会?, Yami no ofu-kai) - 54. (化け垢の国?, Bake aka no kuni) - 55. (眠れぬ夜?, Nemurenu yoru) - 56. (糸と縄の追想?, Ito to nawa no tsuisō) - 57. (糸と縄の追想 2?, Ito to nawa no tsuisō 2) - 58. (糸と縄の追想 3?, Ito to nawa no tsuisō 3) - 59. (パンツを穿いて?, Pantsu o haite) |                        |                 |                        |
| 8  | 17 ottobre 2024 | ISBN 978-4-06-537131-2 | —               | —                      |
| 8  | Capitoli - 60. (次の一歩?, Tsugi no ippo) - 61. (『寂しがり屋のK』除霊作戦?, "Samishigariya no K" jorei sakusen) - 62. (化け垢共の幸運?, Bakeakagomo no kōun) - 63. (金の亡者ども?, Kin no mōja-domo) - 64. (異世界エレベーター?, Isekai Erebētā) - 65. (異世界で笑え?, Isekai de warae) - 66. (炎上人形通信?, Enjō ningyō tsūshin) - 67. (それぞれの共闘?, Sorezore no kyōtō) - 68. (そして猫になる?, Soshite neko ni naru) |                        |                 |                        |
| 9  | 17 gennaio 2025 | ISBN 978-4-06-537772-7 | —               | —                      |
| 9  | Capitoli - 69. (男の器?, Otoko no utsuwa) - 70. (窓と壁?, Mado to kabe) - 71. (奏璧?, Sōheki) - 72. (LIVE at 心柱?, LIVE at kokorobashira) - 73. (不公平なステージ?, Fukōhei na Sutēji) - 74. (不運な化け垢?, Fuun'na bake aka) - 75. (推しは遠く輝く?, Oshi wa tōku kagayaku) - 76. (走馬灯スライドショー?, Sōmatō suraidoshō) - 77. (最後にひとつだけ?, Saigo ni hitotsu dake) |                        |                 |                        |
| 10 | 17 marzo 2025 | ISBN 978-4-06-538716-0 | —               | —                      |
| 10 | Capitoli - 78. (本当の能力は？?, Hontō no nōryoku wa?) - 79. (生成ＳＡＹ?, Seisei SAY) - 80. (・－・・－－－・・・－・?) - 81. (リモート再会?, Rimōto saikai) - 82. (糸と縄の激突?, Ito to nawa no gekitotsu) - 83. (糸と縄の錯綜?, Ito to nawa no sakusō) - 84. (糸と縄の断裂?, Ito to nawa no danretsu) - 85. (糸と縄の呪縛?, Ito to nawa no jubaku) - 86. (知った日のこと?, Shitta hi no koto) - 87. (神の名はＫ?, Kami no na wa K) |                        |                 |                        |
| 11 | 17 giugno 2025 | ISBN 978-4-06-539767-1 | —               | —                      |
| 11 | Capitoli - 88. (思い出しちゃった?, Omoidashi chatta) - 89. (天才の天秤?, Tensai no tenbin) - 90. (無双の刹那?, Musō no setsuna) - 91. (二度目の邂逅?, Futatabime no kaigō) - 92. (一時停止中…?, Ichiji teishi-chū…) - 93. (この戦いが終わったら?, Kono tatakai ga owattara) - 94. (天空決戦?, Tenkū kessen) - 95. (極悪非道の下品面?, Gokuaku hidō no gehin-men) - 96. (蒼の檻?, Aoi no ori) - 97. (アバター変更?, Abatā henkō) |                        |                 |                        |
| 12 | 17 ottobre 2025 | ISBN 978-4-06-541115-5 | —               | —                      |

#### Capitoli non ancora in formatotankōbon
Questa lista è suscettibile di variazioni e potrebbe essere incompleta o non aggiornata.

- 98.  (篝火?, Kagaribi)
- 99.  (青色の絶望?, Aoiro no zetsubō)
- 100.  (HAPPY BIRTHDAY?)
- 101.  (東京炎上?, Tōkyō enjō)
- 102.  (流転の摂理?, Ruten no setsuri)
- 103.  (霊媒師vs.化け垢?, Reibai-shi vs. Bake aka)
- 104.  (雨は降り続ける?, Ame wa ori tsudzukeru)
- 105.  (不謹慎な教え子達?, Fukinshin na oshiego-tachi)
- 106.  (湯けむりの向こうに?, Yukemuri no mukō ni)
- 107.  (恐怖！ ジェットじじい?, Kyōfu! Jetto jijī)
- 108.  (弥幻を背負う者たち?, Wataru maboroshi o seō monotachi)
- 109.  (土より芽吹く?, Tsuchi yori mebuku)

### Anime
Il 13 marzo 2025 è stato annunciato un adattamento anime della serie. È prodotto da SynergySP e diretto da Keiya Saitō, con la composizione della serie curata da Mitsutaka Hirota e la colonna sonora composta da Keiji Inai. La trasmissione è prevista per gennaio 2026 nel blocco di programmazione IMAnimation di TV Asahi e delle sue affiliate.